# Karla Šlechtová
Karla Šlechtová, née le 22 mai 1977 à Karlovy Vary, est une femme politique tchèque. Elle est ministre du Développement régional puis ministre de la Défense.

## Biographie

### Formation
Karla Šlechtová obtient son bachelor degree en sciences économiques à l'Université de Bohême de l'Ouest  en 1999,.

### Carrière politique
À la suite de la démission de Věra Jourová le 3 octobre 2014, Karla Šlechtová est nommée cinq jours plus tard ministre du Développement régional dans le gouvernement du président du gouvernement social-démocrate Bohuslav Sobotka, sur proposition de l'Action des citoyens mécontents (ANO 2011), dont elle n'est pas membre.
Elle est ensuite ministre de la défense du 13 décembre 2017 au 27 juin 2018,.
D'octobre 2017 à octobre 2021, elle est députée à la chambre des députés.

## Vie privée
En mars 2017, Karla Šlechtová devient la première personnalité politique en exercice de la République tchèque à faire son coming out en tant que lesbienne.